# Frameworx
Frameworx jsou souborem pravidel a zásad pro podporu činnosti telekomunikačních provozovatelů, vytvořený organizací TM Forum. Pomáhají řídit a zvládat řízení společností, porozumět zákazníkům z pohledu poskytovatele telekomunikačních služeb, skrze soubor typických zákazníkových potřeb nebo pomáhají ke snížení provozních nákladů díky zvýšení efektivnosti nebo automatizování různých procesů.
V současnosti jsou Frameworx využívány více než devadesáti procenty poskytovatelů telekomunikačních služeb ve světě.

## Základní principy
Frameworx jsou založeny na pěti základních principech:
1. Oddělení podnikových procesů od implementace komponent
2. „Volně vázané“ distribuované systémy
3. Sdílený Informační / datový model (SID)
4. Společná komunikační infrastruktura
5. Smluvně dohodnutá rozhraní

### Oddělení podnikových procesů od implementace komponent
Po propojení provozních podpůrných systémů (OSS) jsou jimi podporované podnikové procesy dostupné skrz celou počítačovou síť, ve které jsou implementovány.
V důsledku této situace se například spustí proces, který využívá aplikaci A, která zpracuje určitá data a ty pak dále předá aplikaci B, která také provede určité kroky, a předá vše aplikaci C atd. Důsledkem této skutečnosti je fakt, že je složité dohledat, kde se data v danou chvíli nacházejí, například pokud se vyřizuje online objednávka zboží, není jisté, která aplikace objednávku v daný moment vyřizuje.
Frameworx celý proces rozdělují na části pomocí workflow. Pro podporu workflow existuje řada konkrétních softwarových produktů, v kterých je předdefinovaný systém podnikových procesů, kde je využitím digitalizace dokumentů, oběhu dokumentů v elektronické podobě a archivace dokumentů podle nastavených procesů nadefinováno, kdo má vykonat jaké činnosti od daného procesu či podprocesu až po realizaci celého procesu v průběhu realizace projektu. Tento software má nadefinováno hlídání plnění dílčích úkolů (podprocesů) a odsouhlasení kroků k dokončení projektu. Lze tedy jednoduše dohledat, v jaké fázi se proces nachází.

### „Volně vázaný“ distribuovaný systém
Je myšlen takový systém, ke kterému nemusí mít uživatel znalosti z jiných součástí tohoto systému a použití jedné aplikace neovlivní aplikaci druhou. V tomto případě to znamená, že všechny aplikace jsou relativně nezávislé na ostatních.
Tento systém také zdůrazňuje, že Frameworx nejsou zcela založeny poskytovateli telekomunikačních služeb a nepoužívají jednu jednolitou aplikaci na správu všech aktivit, ale soustavu aplikací, které mezi sebou komunikují a spolupracují.

### Sdílený informační/datový model (SID)
Sjednocení různých síťových systémů má za následek nutnost sdílet data mezi jednotlivými aplikacemi. Aby to však bylo efektivní, musí buď každá z aplikací vědět, jak fungují nebo interpretují sdílená data ostatní aplikace, nebo musí existovat společný model pro tato sdílená data. Můžeme si představit aplikaci na vyřizování objednávek, která musí vstoupit do procesu vyřízení zákazníkovy objednávky. Předpokládejme, že aplikace A má již záznam o zákazníkově adrese a potřebuje tedy zajistit, aby jiná aplikace B zaslala účet na danou adresu. Předávání těchto záznamů mezi jednotlivými aplikacemi tedy potřebuje společný formát pro informace o adresách. To je vcelku pochopitelné. Problém však nastává, když by měla „objednávací“ aplikace pracovat s produkty, které se skládají z různých částí (např. pokud zákazník objedná sadu pro připojení k internetu pomocí WI-FI, která se skládá z routeru, antény a propojovacího kabelu) zatímco aplikace pro vyřizování účtů očekává pouze jeden produkt. Při převodu z takto uspořádané sady na jednotlivé produkty v každém případě dojde ke ztrátě některé z informací. K vyřešení tohoto problému slouží Sdílený Informační / datový model (SID). Řešení tohoto problému nazývá TM forum Model pro sdílení informací a dat.

### Společná komunikační infrastruktura
Původně, zhruba v polovině osmdesátých let minulého století, byly vyvíjeny provozní podpůrné systémy (OSS) jako samostatné aplikace. V průběhu devadesátých let se zjistilo, že používání těchto čistě izolovaných aplikací je velmi neefektivní a to od chvíle, kdy se objevovaly situace, kde například objednávky byly vyřizovány v jednom podpůrném systému. ale jejich vyřízení muselo být prováděno ve druhém systému. Největší zvýšení efektivity bylo dosaženo propojením samostatných podpůrných systémů.. Tím vznikly nové možnosti, třeba jako např. online objednávky zboží. Byly plně automatizované a vyřídily se bez zásahu lidské ruky.
Nicméně pro velké provozovatele se stovkami oddělených systému byl nárůst rozhraní velký problém. Každý OSS potřeboval být propojený s mnoha ostatními a počet rozhraní rostl s druhou mocninou počtu OSS. Frameworx tedy definují Společnou komunikační infrastrukturu (CCI). Skrze tuto infrastrukturu je definováno propojení podpůrných systémů. Díky tomuto propojení potřebuje jeden systém pouze jedno rozraní a stejně může komunikovat se všemi ostatními. Složitost je zde tedy pouze n, místo n² . Tato komunikační infrastruktura může zajišťovat i jiné služby, včetně zabezpečení nebo překladu dat.

### Smluvně dohodnutá rozhraní
Poskytuje prostředky pro dokumentování rozhraní a to jak z hlediska použité technologie, tak i podle funkce daných aplikací nebo podle použitých údajů.
Frameworx pomáhají k:
- Porozumění zákazníkům z pohledu poskytovatele telekomunikačních služeb skrze soubor typických zákazníkových potřeb.
- Snížení provozních nákladů díky zvýšení efektivnosti nebo automatizování různých procesů.
- Zlepšení komunikace díky jednoduchému obchodnímu/technickému jazyku.